# Karl König (Heilpädagoge)
Karl König (* 25. September 1902 in Wien, Österreich-Ungarn; † 27. März 1966 in Überlingen-Brachenreuthe) war ein österreichischer Kinderarzt, Heilpädagoge, Anthroposoph und Autor. Er begründete die internationale Camphill-Bewegung.

## Leben und Werk
Karl König wuchs als einziges Kind des jüdischen Schuhhändler-Ehepaars Aron Ber König und Bertha, geb. Fischer in Wien auf. Dort ging er zur Schule und studierte Medizin mit dem Interessenschwerpunkt Embryologie. Nach seinem Abschluss traf er 1927 die anthroposophische Ärztin Ita Wegman, die ihn an ihr Klinisch-Therapeutisches Institut in Arlesheim (Schweiz) einlud und mit der Heilpädagogik in Kontakt brachte. So schloss er sich 1929 als Kinderarzt dem von Albrecht Strohschein gegründeten heilpädagogischen Heim Schloss Pilgramshain bei Striegau in Niederschlesien an. Im selben Jahr heiratete er Mathilde Elisabeth (Tilla) Maasberg aus der Herrnhuter Brüdergemeine. Aus der Ehe gingen vier Kinder hervor. 1936 kehrte die Familie nach Wien zurück, wo Karl König eine eigene Kinderarztpraxis eröffnete.
Karl König hatte in Wien eine heilpädagogische Einrichtung auf anthroposophischer Grundlage geplant und in einer dortigen Jugendgruppe intensiv diskutiert. Der Anschluss Österreichs 1938 vereitelte dieses Vorhaben; die Familie König flüchtete – wie etliche jüdische Mitglieder der Gruppe – über die Schweiz und Italien nach Schottland, wo sie im März 1939 ankam. Nach dem Überfall auf Polen am 1. September 1939 wurde Karl König mit den übrigen Männern interniert; die Frauen bezogen das für die spätere Bewegung namengebende Haus in Camphill bei Aberdeen. Nach seiner Freilassung entstand dort im Juni 1940 die erste Camphill Community for Children in Need of Special Care als Arbeits- und Lebensgemeinschaft für „seelenpflegebedürftige“ Kinder. Für Hildegard Feidel-Mertz zählt die Aberdeener Camphill School zu den 20 von ihr erforschten Schulen im Exil, die weltweit nach 1933 von Lehrern und Erziehern gegründet worden waren, die Deutschland aus politischen Gründen oder aufgrund ihrer jüdischen Abstammung verlassen mussten.
Ab 1955 entstand mit Karl Königs Hilfe die erste Camphill-Dorfgemeinschaft Botton Village im nordenglischen Yorkshire für zu Betreuende jenseits des Schulalters.
Viele aus der Wiener Jugendgruppe arbeiteten in Schottland oder im Umkreis mit. Karl König entfaltete eine rege wissenschaftliche Publikations- und Vortragstätigkeit und führte eine weltweite Fachkorrespondenz. Er koordinierte die frühen Gemeinschaftsgründungen und die Verselbständigung der Einrichtungen in „Regionen“ und dem Camphill Village Trust, führte basisdemokratische Entscheidungsfindung und Ansätze der sozialen Dreigliederung ein, initiierte Ausbildungsgänge für Mitarbeiter und pflegte ein strukturiertes, von einfachen christlichen Ritualen geprägtes Zusammenleben. Sein besonderes Engagement galt den Menschen mit Down-Syndrom, von deren heilsamem Einfluss auf ihr Umfeld er überzeugt war.
Wegbegleiter beschreiben Karl König als sehr klein gewachsen, mit lebhaftem, zugewandtem Blick, anteilnehmend, aber auch streitbar und eigenwillig. 1964 begründete er den Lehenhof als erste Camphill-Dorfgemeinschaft in Deutschland. Im selben Jahr übersiedelte er von Schottland in die Dorfgemeinschaft Brachenreuthe in Überlingen am Bodensee, wo er zwei Jahre später starb.
Die für eine Camphill-Gemeinschaft typische, von Karl König beförderte Lebensform beruht auf dem engen Bezug zur Natur über die gemeinsame Arbeit in Landwirtschaft, Garten, Bäckerei, Küche und kunsthandwerklichen Werkstätten. Das Wohnen in Wahlfamilien und das gemeinsame kulturelle Leben sind Teil des therapeutischen Programms. Die „Dörfler“ gelten dabei trotz ihrer meist mehrfachen, schweren Behinderung grundsätzlich als fähig, ihren realen, ernstzunehmenden Beitrag am gesellschaftlichen Leben zu leisten. Die erbrachte Arbeit soll so hochwertig sein, dass sie auf dem Markt bestehen kann.
Die ideale Haltung der heilpädagogisch Tätigen, so Karl König, „kommt erst dort zustande, wo eine neue Demut im Herzen zu wachsen beginnt, die in jedem Menschenantlitz den Bruder sieht.“

## Kritik
Kritische Einwände gegen Königs Arbeit gehen in verschiedene Richtungen.
Zum einen wirft ihm der Schweizer Theologe Ekkehard Stegemann vor, in einem (unbelegten) Vortrag (1965) Juden eine dem Christentum untergeordnete Rolle zugewiesen zu haben: Die im Holocaust Umgekommenen hätten „durch ihren Opfertod Zeugenschaft“ abgelegt „für das Kommen des Christus […] im Ätherraum der Erde.“. Zum anderen war er auch in anthroposophischen Kreisen umstritten. So wurde er beispielsweise 1935 im Verlauf interner Querelen vorübergehend aus der Anthroposophischen Gesellschaft ausgeschlossen.

## Karl König Institut (KKI)
Das KKI wurde 2010 von dem Publizisten und Geisteswissenschaftler Kurt E. Becker, Vorsitzender des KKI-Vorstands bis 30. Juni 2021, konzipiert und u. a. gemeinsam mit dem Heilpädagogen und Archivar des Karl König-Archivs Richard Steel in Berlin als gemeinnütziger Verein gegründet. Gründungsmitglied und Mitglied des Vorstands war unter anderem auch der Arzt und Politiker Konrad Schily. Dem Institut zugeordnet ist u. a. das Karl König-Archiv (Camphill/Schottland und Berlin). Das Institut befasst sich insbesondere mit der Edition der Gesamtausgabe der Werke Karl Königs, die im Verlag Freies Geistesleben, Stuttgart, erscheint.

## Schriften (auf Deutsch)
- Die ersten drei Jahre des Kindes. Freies Geistesleben, Stuttgart 1957
  - Neuauflage: Freies Geistesleben (Praxis Anthroposophie 29), Stuttgart 1994: ISBN 3-7725-1229-1
- Embryologie und Weltentstehung. Drei Vorträge. Die Kommenden, Freiburg im Breisgau 1958
- Der Mongolismus. Erscheinungsbild und Herkunft. Hippokrates, Stuttgart 1959
- The human soul, Aberdeen 1959
  - Deutsch als Über die menschliche Seele: Freies Geistesleben (Heilpädagogik aus anthroposophischer Menschenkunde 9), Stuttgart 1989
- Die Schicksale Sigmund Freuds und Josef Breuers. Freies Geistesleben (Studien und Versuche 3), Stuttgart 1962
- Der Wanderer ins Morgenrot (Dichtung). Camphill House, Milltimber 1962
- Die beiden Jünger Johannes. Freies Geistesleben (Anregungen zur anthroposophischen Arbeit 3), Stuttgart 1963
- Die Contergan-Katastrophe. Die Frage nach den verlorenen und wiederzufindenden Leben. Die Kommenden, Freiburg im Breisgau 1963
- Brüder und Schwestern. Geburtenfolge als Schicksal. Klotz, Stuttgart 1964
  - Ab der 8. Auflage (1983) bei: Vandenhoeck und Ruprecht, Göttingen, ISBN 3-525-59216-7
- Heilpädagogische Diagnostik (2 Teile mit sechs resp. drei Vorträgen „für Heilpädagogen und Sozialarbeiter“). Typoskript Berlin 1965
  - Neuauflage: Natura, Arlesheim 1994, ISBN 3-7235-0726-3
- Bruder Tier. Mensch und Tier in Mythos und Evolution. Freies Geistesleben, Stuttgart 1967
- Über Rudolf Steiners Seelenkalender. Freies Geistesleben, Stuttgart 1970
- Sinnesentwicklung und Leiberfahrung. Heilpädagogische Gesichtspunkte zur Sinneslehre Rudolf Steiners. Freies Geistesleben, Stuttgart 1971
- Geister unter dem Zeitgeist. Biographisches zur Phänomenologie des 19. Jahrhunderts. Freies Geistesleben, Stuttgart 1973
- Sprachverständnis und Sprachbehandlung (mit Georg von Arnim und Ursula Herberg). Freies Geistesleben (Heilpädagogik aus anthroposophischer Menschenkunde 4), Stuttgart 1978
- Die Mission des Gewissens. Fünf Vorträge. Freies Geistesleben, Stuttgart 1992, ISBN 3-7725-0906-1
- Der Impuls der Dorfgemeinschaft. Menschenkundliche Grundlagen für das Zusammenleben von Erwachsenen mit und ohne Behinderung. Freies Geistesleben, Stuttgart 1994, ISBN 3-7725-1176-7
- Der innere Pfad. Sieben Vorträge über Meditation und geistige Schulung. Freies Geistesleben, Stuttgart 1995, ISBN 3-7725-1532-0
- Auferweckung und Auferstehung. Vier Ostervorträge. Freies Geistesleben, Stuttgart 1997, ISBN 3-7725-1624-6
- Auch eine Weihnachtsgeschichte. Freies Geistesleben, Stuttgart 1998, ISBN 3-7725-1764-1
- Der Kreis der zwölf Sinne und die sieben Lebensprozesse. Freies Geistesleben, Stuttgart 1999, ISBN 3-7725-1858-3
- Vorträge zum „Heilpädagogischen Kurs“ Rudolf Steiners. Freies Geistesleben, Stuttgart 2000, ISBN 3-7725-1968-7

## Zitatnachweise
1. ↑  Hildegard Feidel-Mertz: Pädagogik im Exil nach 1933. Erziehung zum Überleben. Bilder einer Ausstellung. dipa-Verlag, Frankfurt am Main, 1990, ISBN 3-7638-0520-6, S. 144
2. ↑  Lehenhof. Abgerufen am 24. Oktober 2019.
3. ↑  Camphill-Brief 1965
4. ↑  Reformierte Nachrichten (Schweiz), 8. September 1999
5. ↑  https://www.karlkoeniginstitute.org/de/impressum.asp
6. ↑  https://www.geistesleben.de/index.php